# Арлі Берк
Арлі Альберт Берк (англ. Arleigh Albert Burke; 19 жовтня 1901 — 1 січня 1996) — адмірал ВМС США, відзначився спочатку у Другій світовій війні, та надалі у Корейській війні. Був керівником військово-морськими операціями ВМС США при президенті Дуайті Ейзенхауері.

## Життя та кар'єра
Арлі Берк народився далеко від моря у Болдері, штат Колорадо. 23 червня 1923 року. Закінчив Військово-морську Академію США та був прийнятий до флоту США у званні енсіна. Протягом наступних 18 років Берк готувався до війни, служив на лінкорах та есмінцях, також отримав звання магістра техніки від Мічиганського університету.

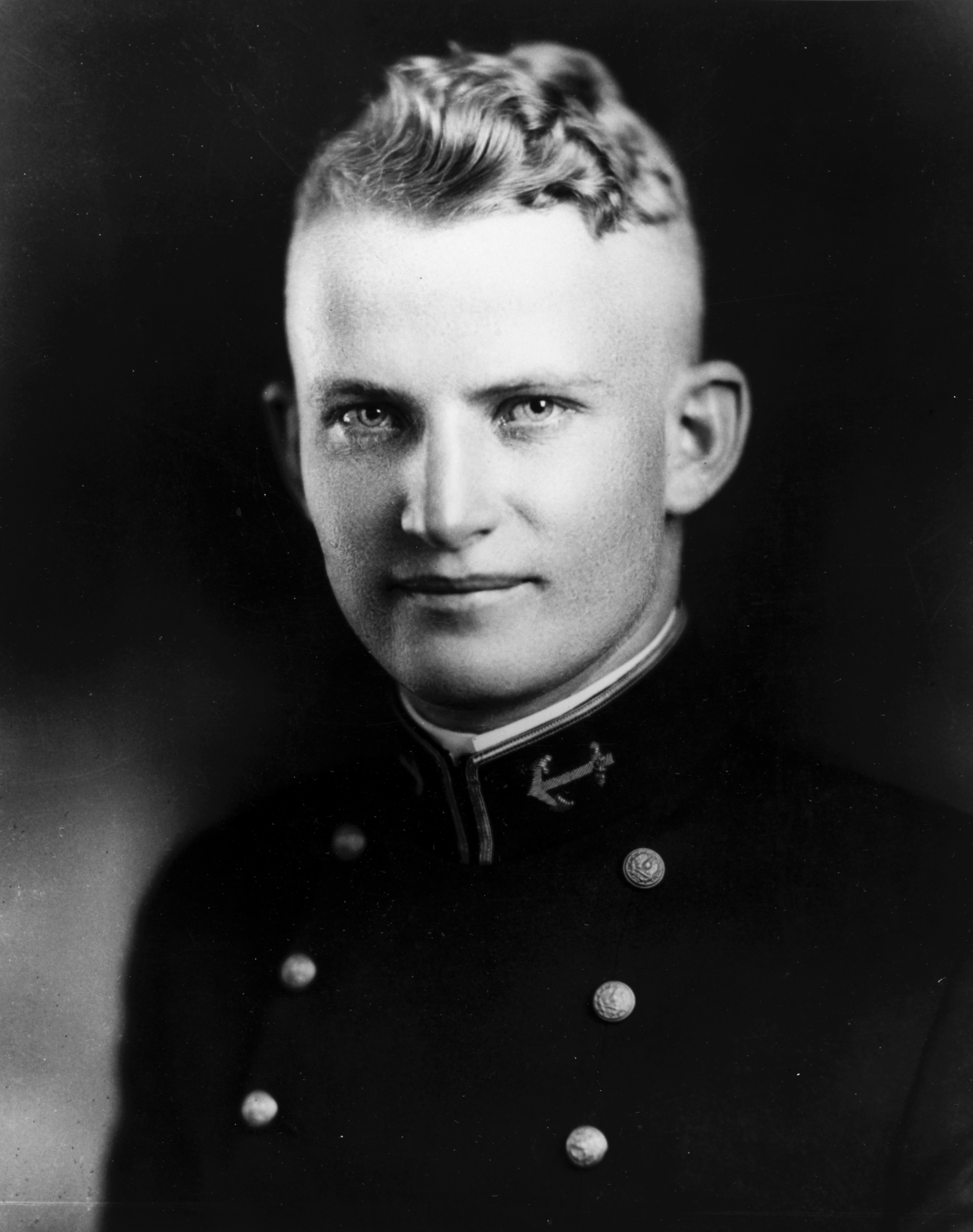
Арлі Берк у Військово-морській Академії США, 1920 рік.

## Друга світова війна

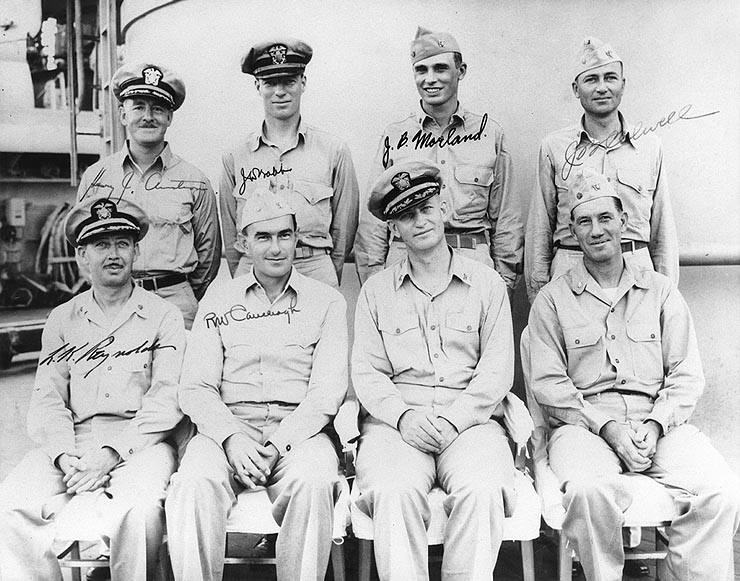
Капітан Берк в 1943 р. (у першому ряду третій ліворуч)

Під час Другої світової війні Берк командував 43-м та 44-м дивізіонами та 12-м й 23-м ескадронами ескадрених міноносців на Тихому океані. Під його командою 23-й ескадрон есмінців потопив крейсер, 9 есмінців, підводний човен, кілька менших кораблів та близько 30 літаків Японського флоту.
Есмінці під командуванням капітана Берка завжди рухалися за наказом капітана з максимальною для есмінців швидкістю. На шляху до бою біля мису Сент-Джордж на одному з есмінців його з'єднання стався розрив котла, який обмежив швидкість руху всього ескадрону 31 вузлом, а не 34-а. Після цієї пригоди Берк отримав прізвисько «31 вузол».
В березні 1944 Берк став начальником штабу 58-го оперативного з'єднання швидких авіаносців яке брало участь у головних битвах на Тихому океані. Берк служив в з'єднанні до червня 1945 р. та мав тимчасове звання комодора.
Після війни Берк служив на кілька посадах у званні капітана. У 1948 році Бурк написав теоретичну працю «Національна безпека та військово-морський внесок у наступні 10 років».

## Корейська війна
15 липня 1950 році Берк отримав звання контр-адмірала. Він був призначений на посаду заступника начштабу Далекосхідних військово-морських сил США. Берк брав участь у плануванні висадки у Інчоні та подальшого наступу на північ.
Після короткого терміну командування 5-м дивізіоном крейсерів Берк був призначений у червні 1951 року до делегації ООН на переговорах про перемир'я з Північною Кореєю. Після 6 місяців на переговорах він повернувся до управління керівника військово-морськими операціями, де він служив директором відділу стратегічних планів до 1954 р.
У квітні 1954 Берк прийняв командування 6-м дивізіоном крейсерів. У січні 1955 р. став командувати силами есмінців Атлантичного флоту. У травні 1955 року Арлі Берк був обраний серед багатьох старших за нього адміралів наступним керівником військово-морськими операціями.

## Керівник військово-морськими операціями
Берк вступив на посаду керівника військово-морськими операціями — найвищу посаду у ВМС США 17 серпня 1955 р. Берк відслужив небувалі три терміни керівника військово-морськими операціями. Це був критичний час світової історії — Холодна війна у розпалі. Він підтримував Хаймана Риковера у розвитку флоту з ядерними силовими установками. Берк сприяв ракетній програмі «Поларіс» в часи коли багато хто у ВМС США були скептичними щодо самої ідеї про запуск ракет з підводного човна. Він наполягав на переозброєнні крейсерів керованими ракетами та використання ракетної протиповітряної оборони на інших кораблях. Протичовневі програми були прискорені та основані Протичовневі сили оборони Атлантичного флоту, які провадили тестування та оцінювання сенсорів та озброєння, також розробляли тактику та координацію різних родів військ. Адмірал Берк докладав сили для підтримки високого стану готовності ВМС США. Він був членом Об'єднаного комітету начальників штабів та вів боротьбу проти централізації Міністерства оборони США.
У 1961 р. адмірал Берк відмовився від четвертого терміну служби на посаді керівника військово-морськими операціями та пішов у відставку.

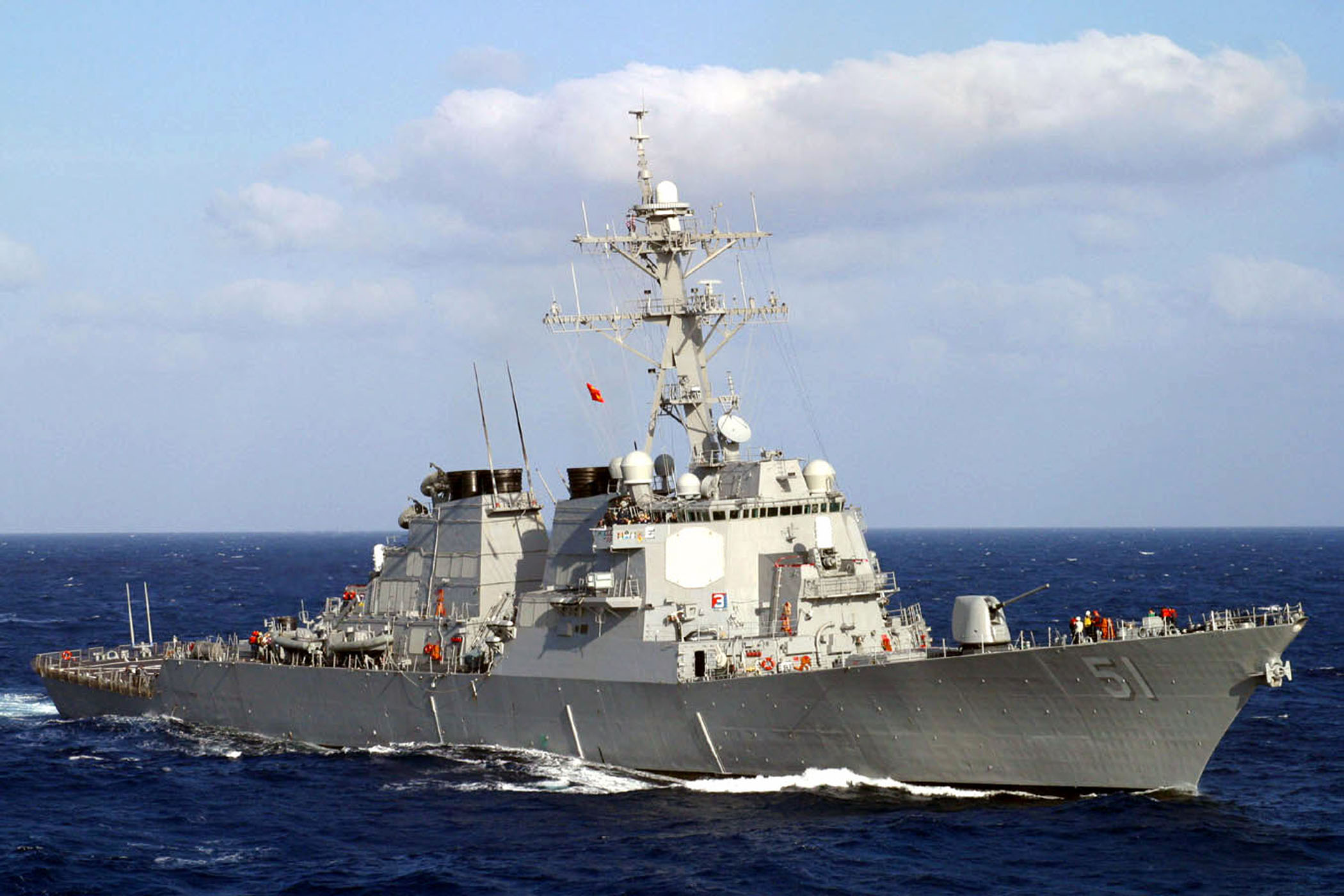
Есмінець «Arleigh Burke» DDG-51

У відставці Берк працював у радах директорів кілька великих компаній та сприяв встановленню Центру стратегічних та міжнародних досліджень університету Джоржтауну.
Бувши головою Центру протягом 15 років, Берк створив поважний «мозковий танк» Вашингтону.
Адмірал Арлі Берк помер 1 січня 1996 р.
Берк отримав численні нагороди. Його ім'ям при житті адмірала було названо ракетний есмінець «Arleigh Burke» DDG-51, який був першим у ряду однотипних есмінців та дав назву класу есмінців.